# جزيرة مرمرة

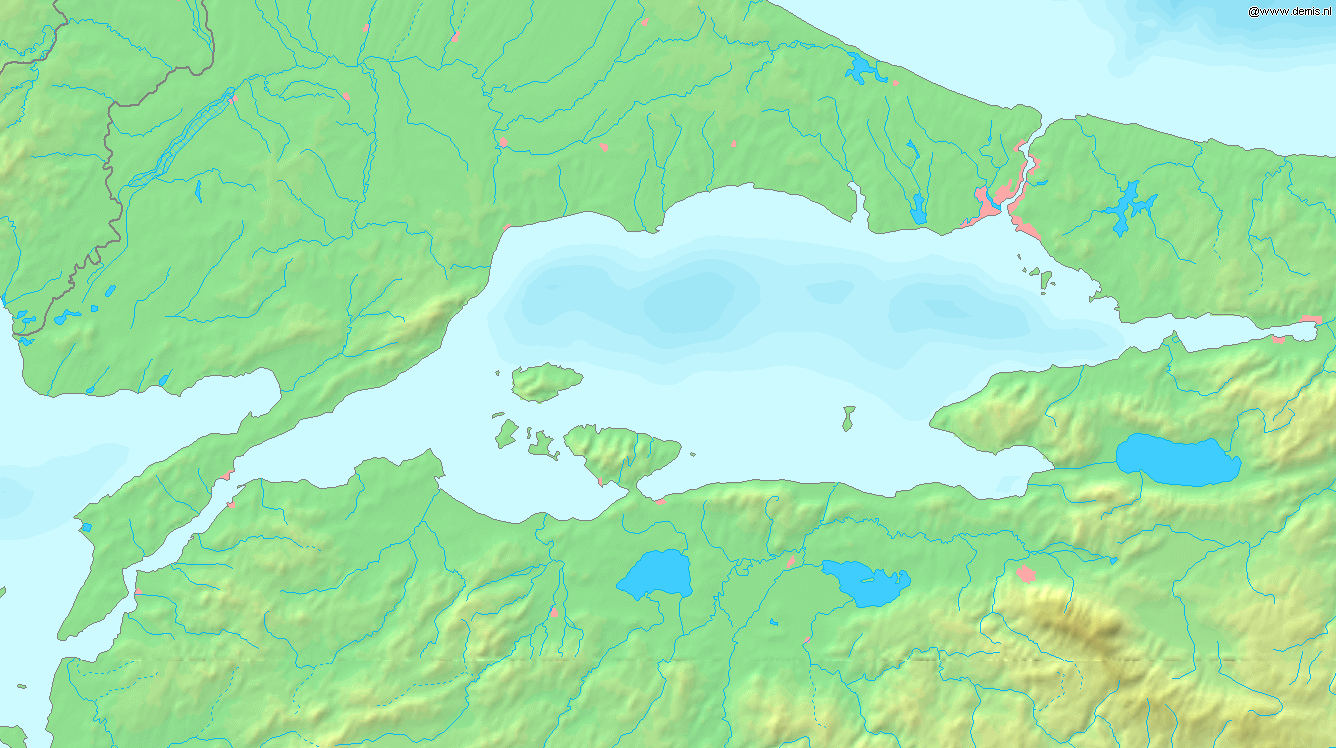
خريطة طوبوغرافية لبحر مرمرة

جزيرة مرمرة هي جزيرة تركية تقع في بحر مرمرة، وهي أكبر الجزر في بحر مرمرة وثاني أكبر الجزر التركية بعد جزيرة إيمبروس. جزيرة مرمرة هي مركز قضاء مرمرة والتي هي جزء من محافظة بالق أسير. يوجد خط نقل بحري منتظم يصل الجزيرة بمدينة إسطنبول. تبلغ مساحة الجزيرة 117.18 كيلومتر مربع وتشتهر الجزيرة منذ القدم بتوفر صخور المرمر البيضاء البراقة فيها.

## روابط خارجية
- Papers presented to the II. National Symposium on the Aegean Islands, 2–3 July 2004, Gökçeada, Çanakkale